# Adam Budnikowski
Adam Bartłomiej Budnikowski (ur. 18 listopada 1948 w Więcborku) – polski ekonomista i nauczyciel akademicki, profesor nauk ekonomicznych, w latach 2005–2012 rektor Szkoły Głównej Handlowej w Warszawie.

## Życiorys
Studia magisterskie ukończył w 1971 w Wyższej Szkole Ekonomicznej w Poznaniu na kierunku ekonomika handlu zagranicznego. Stopień naukowy doktora uzyskał w 1975 na Wydziale Handlu Zagranicznego Szkoły Głównej Planowania i Statystyki. Habilitował się w 1983 na tym samym wydziale. 9 marca 1992 otrzymał tytuł profesora nauk ekonomicznych.
Od 1974 zawodowo związany z SGPiS, przekształconą następnie w Szkołę Główną Handlową. Pracę na uczelni rozpoczął jako asystent w Instytucie Międzynarodowych Stosunków Gospodarczych. Doszedł na tej uczelni do stanowiska profesora zwyczajnego. W 1996 został wybrany na dziekana Kolegium Gospodarki Światowej SGH, pełnił tę funkcję przez dwie kolejne kadencje do 2002. W l998 objął stanowisko dyrektora Instytutu Międzynarodowych Stosunków Gospodarczych. Od 2005 do 2012 przez dwie kadencje pełnił funkcję rektora SGH. Powrócił później na stanowisko dziekana Kolegium Gospodarki Światowej.
W swojej karierze zawodowej współpracował również m.in. z Instytutem Nauk Ekonomicznych Polskiej Akademii Nauk, Instytutem Koniunktur i Cen Handlu Zagranicznego (pełnił stanowisko wicedyrektora tej jednostki w latach 1992–1993), Katolickim Uniwersytetem Lubelskim, Wyższą Szkołą Handlową w Radomiu, Akademią Dyplomatyczną w Warszawie oraz Krajową Szkołą Administracji Publicznej. Był członkiem Polskiego Towarzystwa Ekonomicznego, od 2001 członek Towarzystwa Ekonomistów Polskich. W 2011 powołany w skład prezydium Komitetu Nauk Ekonomicznych PAN. Wykładał i odbywał staże na uczelniach zagranicznych, był m.in. stypendystą Programu Fulbrighta, a także ekspertem Banku Światowego (podczas misji w Turcji i Rumunii).
Główne obszary jego zainteresowań naukowych wiążą się z tematyką międzynarodową. Obejmują m.in. międzynarodowe stosunki gospodarcze (ze szczególnym uwzględnieniem polityki handlowej i finansów międzynarodowych), transformację w Europie Środkowej i Wschodniej oraz politykę ochrony środowiska.

## Odznaczenia
W 2000 otrzymał Złoty Krzyż Zasługi. W 2019 prezydent Andrzej Duda odznaczył go Krzyżem Kawalerskim Orderu Odrodzenia Polski.

## Życie prywatne
Żonaty z Anną, ma syna Tomasza.